# Sant'Angelo (Campagna)
Sant'Angelo è un territorio comprendente delle case sparse, di Campagna, in provincia di Salerno.

## Geografia fisica
La località è posta ai piedi del versante meridionale del Monte Ripalta, alla fine del  vallone Palmentara, fra le frazioni Quadrivio e Santa Maria La Nova, in zona collinare a 248 m/slm. Ha circa 50 abitanti.

## Storia

### Sant'Angelo di Furano
In questa località sorgeva in epoca medievale il piccolo casale di  Sant'Angelo di Furano (o Sant'Angelo a Palmentara). Questo piccolo borgo era composto di pochi edifici abitativi (attualmente scomparsi), una chiesa e, a 500 m di distanza, un castello.

### Melchiorre Guerriero e la Diocesi di Campagna
La chiesa di Sant'Angelo, in stato di abbandono già nel XIII secolo, è stata il fondamento per lo sviluppo di Campagna. 
Il campagnese, Melchiorre Guerriero (1468-1525) custode della cancelleria apostolica e maestro dei brevi pontifici, nel 1518 presentò a Papa Leone X un reclamo in cui sosteneva che durante il medioevo, la chiesa di San Michele, fosse stata sede vescovile. Tale storia, unita a una cronotassi di vescovi, pose le basi e le motivazioni della bolla papale di Clemente VII in cui si "ripristinava" Campagna a diocesi e le si attribuiva il Titolo di città.
Tutta questa storia è stata sostenuta anche da cronisti locali, ma a seguito di ricerche documentarie, si è scoperto che è stato un falso storico. Della buona o cattiva fede del Guerriero, non si hanno prove; fatto è che la città ne ebbe un vantaggio enorme.

## Monumenti e luoghi d'interesse
- Chiesa di San Michele

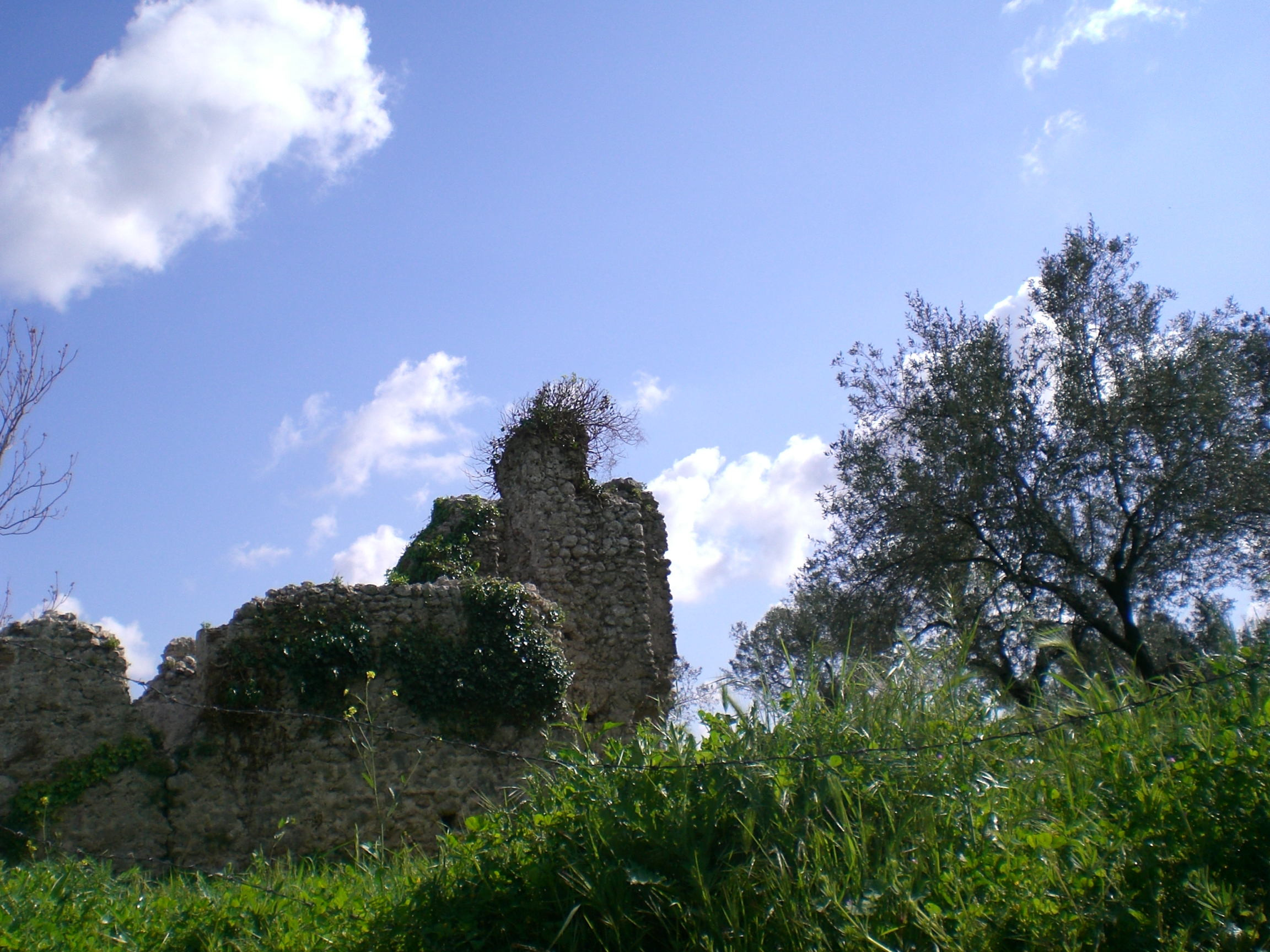
Il rudere dell'antica cattedrale

La chiesa, dedicata a san Michele Arcangelo, è citata per la prima volta nella Ricognizione dei beni appartenenti alla chiesa e all'arcivescovato salernitano, fatta ad istanza dell'arcivescovo Romoaldo II del 1164. Di origine longobarda (IX secolo) era un edificio a pianta rettangolare (mt. 18x7) con un alto campanile a base quadrata posto sulla facciata, su cui si aprivano tre ingressi.
Attualmente dell'edificio, ormai rudere, sono ben visibili le mura perimetrali (tranne l'abside) sul cui interno intonacato, spiccano affreschi del IX-X secolo.
- Castello de Alegisio

Ruderi di edificio longobardo, documentato a partire dal 1164, posti su una rupe rocciosa del monte Ripalta, nel vallone Palmentara. Sono ancora visibili parte di una torre in pietre calcaree irregolari.